# Regnskabsår
Et regnskabsår betegner en periode på sædvanligvis 12 måneder, som en juridisk person (en virksomhed, en fond eller en forening) aflægger årsregnskab for. Kun ved stiftelse, ophør, fusion eller omlægning af regnskabsår kan regnskabsperioden være kortere end 12 måneder.
Regnskabsåret er ofte, men behøver ikke være, sammenfaldende med det gregorianske kalenderår. Når nogle virksomheder har forskudte regnskabsår, f.eks. fra 1. juli til 30. juni, skyldes det ofte traditioner i branchen eller at det tidligere har været mest fordelagtigt. Kun finansielle virksomheder (banker, forsikringsselskaber, pensionskasser m.v.) er forpligtet til at have regnskabsår, der følger kalenderåret. For koncerner gælder det, at selskaberne skal have samme regnskabsperiode. Dog beregner man regnskabsåret til 360 dage på et år, da man regner med lige tal i resultatopgørelser.